# Joseph Artot

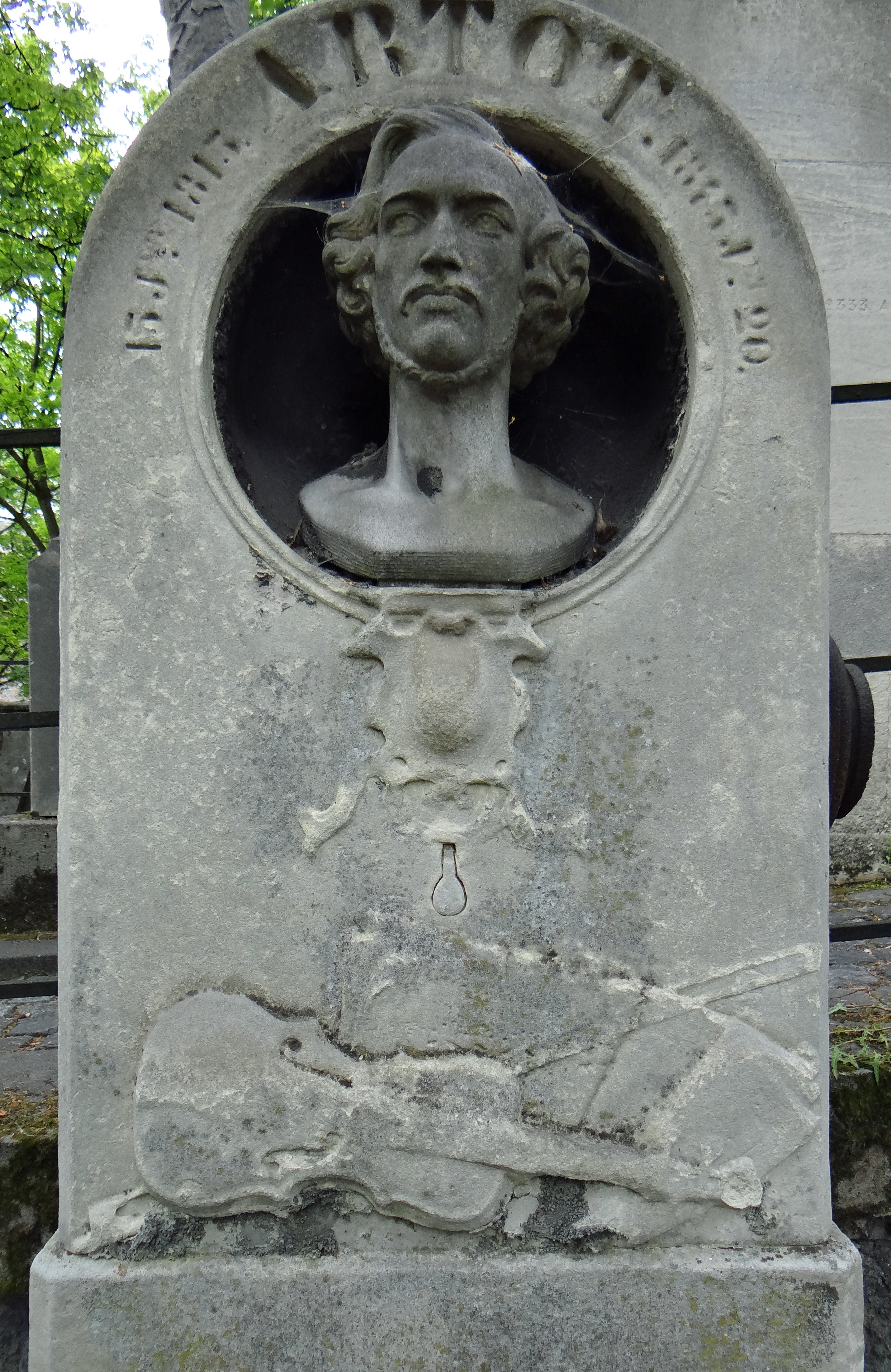
Grafzerk

Joseph Artot, volgens de geboorteakte Alexandre Joseph Montagney dit Artot, bekend als Le bel Artot, (Brussel, 25 januari, 1815 – Ville d'Avray, 20 juli 1845) was een Belgisch violist en in mindere mate componist.

## Achtergrond
Hij werd geboren binnen het muzikale gezin van Maurice Montagney dit Artot (1772-1829) en Jeanne Catherine Borremans. Vader was hoornist bij het theaterorkest in Brussel. Moeder was zuster van de musici Charles Borremans, Joseph Borremans en Jean Baptiste Borremans. Broer Jean Desiré Artot werd hoornist (hij was ook de vader van zangeres Désirée Artôt) en opa van Lola Artôt de Padilla), broer Charles was slagwerker bij de Koninklijke Muntschouwburg. Hij werd vlak voor zijn door benoemd tot ridder in de Leopoldsorde. Hij had gedurende zijn leven een zwakke gezondheid en nam te weinig rust. Na een concert voor Isabella II van Spanje in Madrid liep hij een stevige verkoudheid op. Hij werd naar Parijs gebracht, waarbij hij tuberculose kreeg, leed twee dagen en stierf. Hij ligt begraven op Cimetière de Montmartre.

## Muziek
Hij kreeg zijn muziekopleiding van zijn vader. Hij zou daarbij al op zevenjarige leeftijd de solo spelen in een vioolconcert van Giovanni Battista Viotti in het theater waar zijn vader speelde. Hij kreeg verdere opleiding van Joseph François Snel, de eerste violist van dat theaterorkest en van Rodolphe Kreutzer en Jean Nicolas Auguste Kreutzer aan het Conservatorium van Parijs, waarbij hij in 1827 een tweede prijs won en in 1929 een eerste.. Volgens de muziekgids van François Joseph Fétis zou hij daarna concerten hebben gegeven in Brussel en Londen en werd violist in orkesten van Parijs. Hij maakte muziekreizen door West-Europa, maar ook op het Amerikaanse continent met concerten in New York, Boston, New Orleans en Havana. Een concert in de Philharmonia in Londen, viel niet in de smaak, de muzieksmaak van de Londenaren zou daar debet aan zijn. Ze vonden zijn toon te dun, iets wat ook werd gezegd over violist Alexander Batta.

### Werken
- opus 1: Premier air varié (viool, piano)
- opus 2: Deuzieme air varié (viool, orkest)
- opus 3: onbekend
- opus 4: Souvenir de Bellini, fantaisie brillante
- opus 5: Fantaisie sur Le scene des tombeaux du Lucie de Lamennoor de Donizetti
- opus 6: La reve, scene (vool, piano)
- opus 7: Scherzo (viool, piano)
- opus 8: Hommage a Rubini (viool, piano)
- opus 9: vermoedelijke een Rondeau pour violon
- opus 10: onbekend
- opus 11: Grande fantaisie sur l’hymne national russen (viool, piano)
- opus 12: Duo brillant sur le ballet de Giselle d’Adam (viool, piano)
- opus 13: Fantaisie dus la Norma de Bellini (viool, piano)
- opus 14: Serenade (viool, piano)
- opus 15: Rondeau (viool, piano)
- opus 16: Grande fantaisie de concert (viool, piano)
- opus 17: Variations concertantes sur une romance de Pacini (viool, piano)
- opus 18: Concert voor viool in a mineur (viool, piano/orkest)
- opus 19: Grande fantaisie sur des motifs de Robert de Diable (viool, piano)
- opus 20: Romance de Field (viool, piano)

Er zijn ook niet uitgegeven werken teruggevonden, zoals strijkkwartetten en een pianokwintet.
- Biblioteca Nacional de España: XX4769532
- Bibliothèque nationale de France: cb14806697d (data)
- Gemeinsame Normdatei: 116353635
- International Standard Name Identifier: 0000 0001 2024 3462
- Library of Congress Control Number: n85389900
- MusicBrainz: 5abd635e-9562-4528-bb50-93eefec3d146
- Nationale Bibliotheek van Tsjechië: jx20110405001
- Nationale Bibliotheek van Israël: 987007451565405171
- Nationale Bibliotheek van Polen: a0000003567007
- Nederlandse Thesaurus van Auteursnamen: 304333999
- Istituto Centrale per il Catalogo Unico: LO1V133159
- Virtual International Authority File: 39641806
- WorldCat: E39PBJgxpgr6HVBqq9rvFVpQMP